# Liste der denkmalgeschützten Objekte in Oepping
Die Liste der denkmalgeschützten Objekte in Oepping enthält die denkmalgeschützten unbeweglichen Objekte der Gemeinde Oepping in Oberösterreich (Bezirk Rohrbach).

## Denkmäler
| Foto |                 | Denkmal                                                                | Standort                                           | Beschreibung | Metadaten |
| ---- | --------------- | ---------------------------------------------------------------------- | -------------------------------------------------- | --- | --- |
| ja   | Datei hochladen | Kriegerdenkmal HERIS-ID: 17660 Objekt-ID: 13945                        | Götzendorf 14, in der Nähe Standort KG: Götzendorf | Das Kriegerdenkmal liegt nordwestlich des Schlosses Götzendorf und wurde 1923 errichtet und 1978 neu gestaltet. Zum Kriegerdenkmal gehört eine Figur des Heiligen Johannes Nepomuk aus dem 18. Jahrhundert. Im Rahmen der Neugestaltung des Ortsplatzes in Götzendorf im Jahre 2007 wurden die Gedenksteine des Kriegerdenkmals von der Statue des hl. Nepomuks getrennt und haben bei der Schlosskirche einen neuen Aufstellungsplatz gefunden. Die Figur des hl. Nepomuks erhielt nach Restaurierung einen neuen Standplatz am Ortsplatz von Götzendorf (Lage). | BDA-Hist.: Q37840567 Status: § 2a Stand der BDA-Liste: 2025-06-30 Name: Kriegerdenkmal GstNr.: 2234                                                                      |
| ja   | Datei hochladen | Schloss Götzendorf HERIS-ID: 17661 Objekt-ID: 13946                    | Götzendorf 1 Standort KG: Götzendorf               | Das Schloss Götzendorf wurde in seiner Grundform im 16. Jahrhundert errichtet. Es handelt sich um einen vierflügeligen Bau mit zwei- bis dreigeschoßigen Trakten und Renaissance Arkadengängen. | BDA-Hist.: Q1768615 Status: § 2a Stand der BDA-Liste: 2025-06-30 Name: Schloss Götzendorf GstNr.: 2225 Schloss Götzendorf                                                |
| ja   | Datei hochladen | Kath. Pfarrkirche hl. Maria Magdalena HERIS-ID: 17669 Objekt-ID: 13954 | Pfarrplatz 1b Standort KG: Oepping                 | Die Pfarrkirche wurde zwischen 1693 und 1695 durch Neubau oder Adaptierung eines Vorgängerbaus als hochbarocke, dreijochige Saalkirche mit quadratischem Chor und äußerst hohem Mittelturm an der Westfassade errichtet. | BDA-Hist.: Q37840609 Status: § 2a Stand der BDA-Liste: 2025-06-30 Name: Kath. Pfarrkirche hl. Maria Magdalena GstNr.: 4314 Saint Mary Magdalene parish church in Oepping |